# Thomas Bahnson Stanley

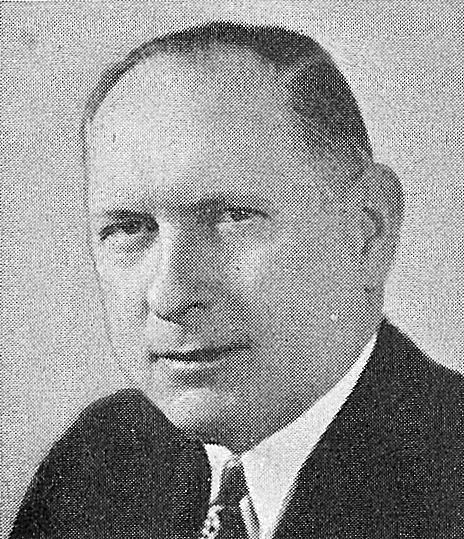
Thomas Bahnson Stanley

Thomas Bahnson Stanley (* 16. Juli 1890 in Spencer, Henry County, Virginia; † 10. Juli 1970 in Martinsville, Virginia) war ein US-amerikanischer Politiker und von 1954 bis 1958 Gouverneur des Bundesstaates Virginia. Zwischen 1946 und 1953 vertrat er seinen Staat im US-Repräsentantenhaus.

## Frühe Jahre und politischer Aufstieg
Thomas Stanley besuchte die öffentlichen Schulen seiner Heimat und anschließend bis 1912 das Eastman Business College in Poughkeepsie. Danach arbeitete er in verschiedenen Berufen, bis er 1924 eine Möbelfabrik gründete. Bald war er auch noch an anderen Firmen in dieser Branche beteiligt. Außerdem stieg er noch in das Milchgeschäft und die Viehzucht ein.
Stanley wurde Mitglied der Demokratischen Partei. Zwischen 1930 und 1946 saß er im Abgeordnetenhaus von Virginia; seit 1942 war er als Nachfolger von Ashton Dovell der Speaker dieser Kammer. Nach dem Rücktritt von Thomas G. Burch, der in den Senat der Vereinigten Staaten wechselte, übernahm Stanley dessen Mandat im US-Repräsentantenhaus. Nach zwei Wiederwahlen konnte er dieses zwischen dem 5. November 1946 und dem 3. Februar 1953 ausüben. Dort war er Vorsitzender des Ausschusses zur Verwaltung des Repräsentantenhauses (Committee on House Administration). Nachdem er sich zu einer Kandidatur für das Amt des Gouverneurs von Virginia entschlossen hatte, legte Stanley im Februar 1953 sein Mandat im Kongress nieder.

## Gouverneur von Virginia
Nach seinem Wahlsieg gegen den Republikaner Ted Dalton konnte Thomas Stanley seine vierjährige Amtszeit als Gouverneur am 11. Januar 1954 antreten. Als Gouverneur setzte er sich für eine Erhöhung der Mineralölsteuer ein und forderte Bundeszuschüsse für den Unterhalt der Autobahnen. Er war auch für eine weitere Verbesserung des Bildungssystems seines Staates. Allerdings wurden seine Bemühungen von einem innerparteilichen Streit um die Haushaltsgestaltung überschattet und teilweise gebremst. Der Gouverneur versuchte eine allmähliche Integration (Desegregation) der Afroamerikaner an den Schulen durchzusetzen. Dabei stieß er auf den entschiedenen Widerstand von US-Senator Harry F. Byrd.

## Weiterer Lebenslauf
Nach Ablauf seiner Amtszeit widmete sich Stanley wieder seinen geschäftlichen Interessen, wobei der Schwerpunkt auf der Möbelfabrikation lag. Dieser Branche blieb er bis zu seinem Tod verbunden. Er war außerdem Kurator des Randolph-Macon College und Präsident der First National Bank of Bassett. Stanley war auch noch Präsident einer Kommission zur Kontrolle der Steuereinnahmen und der Ausgaben des Staates Virginia und der untergeordneten Verwaltungsbehörden. Er starb im Juli 1970. Mit seiner Frau Anne Pocahontas Bassett hatte er drei Kinder. Seine beiden Söhne stiegen ebenfalls in das Möbelgeschäft ein.